# Louise Keilhau

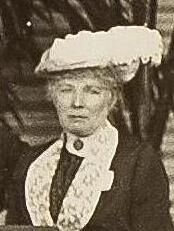
Louise Keilhau (1915)

Louise Keilhau (* 25. Mai 1860 in Kristiansand; † 23. Dezember 1927 in Oslo) war eine norwegische Lehrerin und Friedensaktivistin.

## Biographie

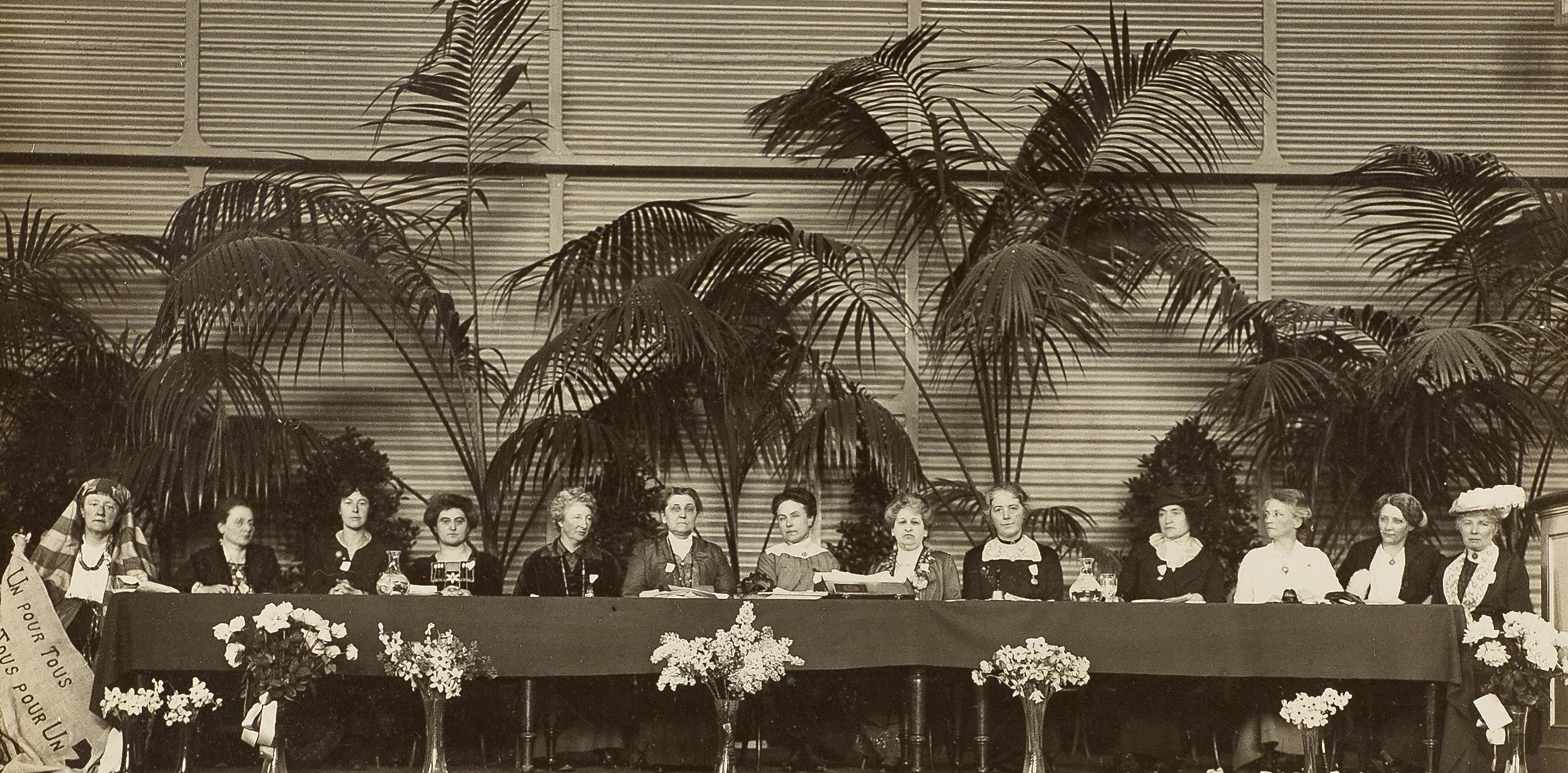
Internationaler Frauenfriedenskongress 1915 in Den Haag: von links nach rechts:1. Lucy Thoumaian (Armenien), 2. Leopoldine Kulka, 3. Laura Hughes (Kanada), 4. Rosika Schwimmer (Ungarn), 5. Anita Augspurg (Deutschland), 6. Jane Addams (USA), 7. Eugénie Hamer, 8. Aletta Jacobs (Niederlande), 9. Chrystal Macmillan (Großbritannien), 10. Rosa Genoni (Italien), 11. Anna Kleman (Schweden), 12. Thora Daugaard (Dänemark), 13. Louise Keilhau (Norwegen)

Louise Wilhelmsdotter Ottesen wurde 1860 als Tochter des Schulleiters Harald Wilhelm Ottesen und Else Egeberg in Kristiansand geboren. Louise Keilhau war viele Jahre lang als Lehrerin an der Domschule von Oslo tätig. Ihre Eltern waren eher konservativ, sie wandte sich aber der Linkspartei zu. Als frisch verheiratete Frau folgte sie ihrem Mann, dem Amtmann Harald Keilhau (1854–1890), in den Kreis Nordland.
Sie wurde ein führendes Mitglied des Norwegischen Roten Kreuzes. Anfang des 20. Jahrhunderts erkannte Keilhau, dass ein Krieg bevorstand. Ihrem Engagement war es zu verdanken, dass das norwegische Rote Kreuz während des Ersten Weltkriegs – beispielsweise durch die Bereitstellung von großen Mengen durch Freiwillige hergestellten Verbandsmaterials – eine wichtige humanitäre Rolle übernehmen konnte. Sie war die einzige Frau im Vorstand des Roten Kreuzes und drängte darauf, sich von innenpolitischen Abhängigkeiten zu lösen.
1915 wurde sie als norwegische Delegierte zur Friedenskonferenz in Den Haag entsandt. Es waren Delegierte aus der ganzen Welt eingeladen, schließlich nahmen 1200 Frauen aus zwölf Ländern teil. Vielfach wurde die Anreise durch staatliche Stellen behindert oder sogar unterbunden. Auf der Konferenz schlug Keilhau die Resolution 28 vor, in der es hieß: „Wir Frauen, die wir auf dem Internationalen Kongress versammelt sind, protestieren gegen den Wahnsinn und das Grauen des Krieges, der rücksichtslos Menschenleben opfert und so viel zerstört, was die Menschheit in Jahrhunderten aufgebaut hat.“ Sie gründete das Norwegische Komitee für dauerhaften Frieden und war Gründungsmitglied der Women’s International League for Peace and Freedom (WILPF).
Nach dem Krieg setzte sich Keilhau für die Rechte der Frauen auf dem Arbeitsmarkt ein. 1924 sprach sie vor dem „Kvindelige handelsstands forening“ über die Frage „Macht die Ehe die Frauen arbeitsunfähig?“ Hintergrund war die weitverbreitete Praxis, dass weiblichen Angestellten gekündigt wurde, weil sie geheiratet hatten.
Sie starb am 23. Dezember 1927 in Oslo.

## Auszeichnungen
- Königliche Verdienstmedaille in Gold
- Ehrenauszeichnung des Norwegischen Roten Kreuzes